# Martinus Amstelveen
Martinus Amstelveen ist ein niederländischer Volleyball-Verein, dessen Frauen und Männer in der ersten niederländischen Liga (A-League) spielen.

## Geschichte
Der Verein wurde am 24. September 1954 gegründet. Die Männer waren in den 1980er Jahren unter Trainer Arie Selinger sehr erfolgreich und stellten auch das Grundgerüst für die niederländische Nationalmannschaft, die 1992 die olympische Silbermedaille holte. Die Frauen sind seit 2005 an der nationalen Spitze zu finden, seit 2009/10 als Spielgemeinschaft mit AMVJ Amstelveen unter dem Namen TVC Amstelveen.
Hier die wichtigsten Erfolge von Martinus Amstelveen:

### Frauen
- Niederländischer Meister:

2006, 2007, 2008, 2009
- Niederländischer Supercupgewinner:

2008, 2009
- Niederländischer Pokalsieger:

2007, 2008, 2009

### Männer
- Niederländischer Meister:

1984, 1985, 1986, 1987, 1988
- Platz 3 Europapokal der Landesmeister:

1986, 1987, 1988